# Leuris Pupo
Leuris Pupo Requejo, född 9 april 1977 i Holguín, är en kubansk sportskytt.
Pupo blev olympisk guldmedaljör i snabbpistol vid sommarspelen 2012 i London. Vid olympiska sommarspelen 2020 i Tokyo tog han silver i 25 meter snabbpistol.